# 피난

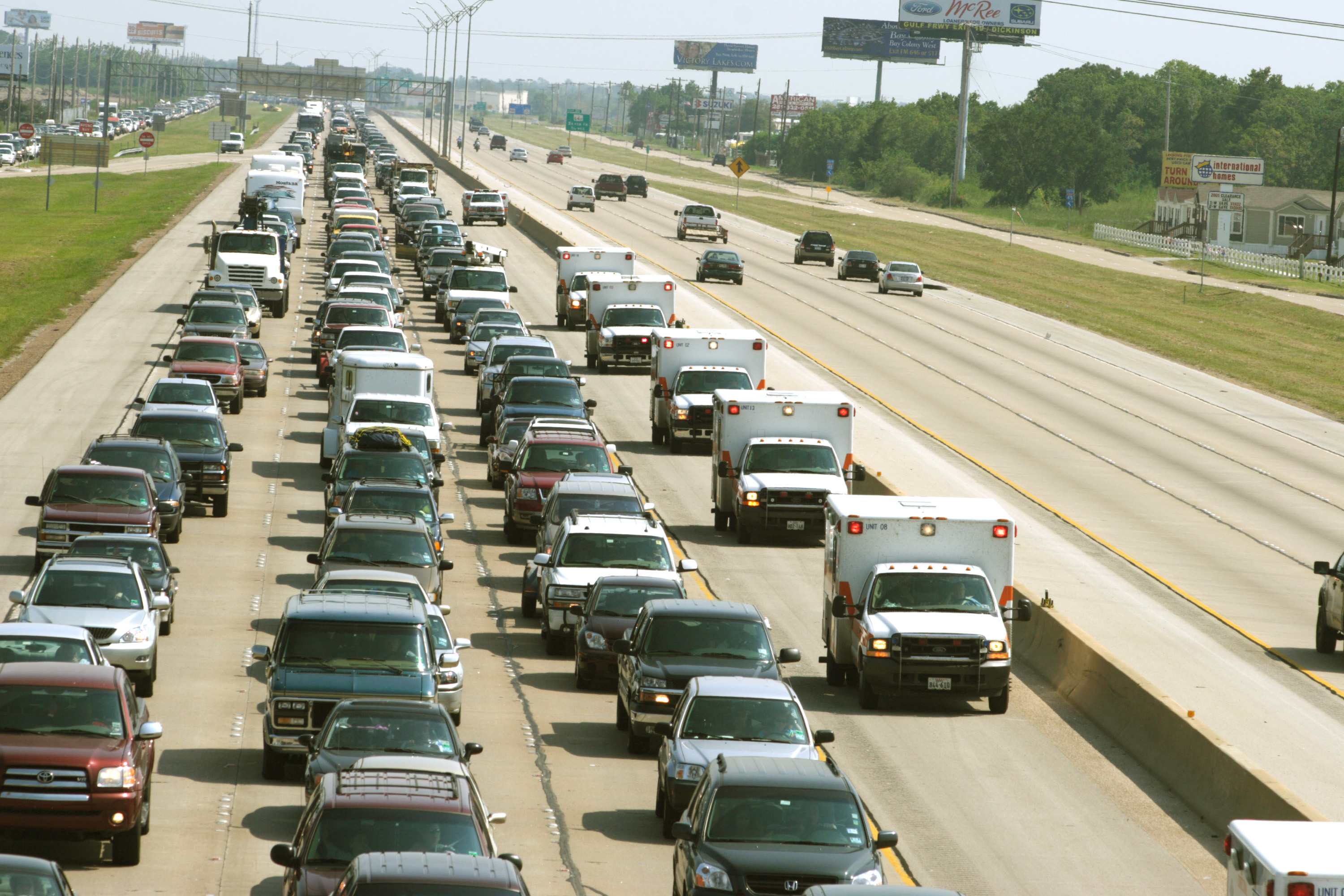

피난(避難)은 재해를 피하고 안전한 장소로 가는 것을 의미한다. 긴급성에 따라 긴급피난 등의 용어로도 사용된다.

## 이유
피난은 다음과 같은 재난 전후, 재난 중에 이루어질 수 있다:
- 자연재해
  - 화산 분화
  - 열대 저기압
  - 홍수지진
  - 지진해일
  - 산불
- 산업 사고
  - 원자력 사고
- 교통
  - 도로 사고
  - 철도 사고
- 군사 공격
  - 폭탄
  - 테러 공격
  - 전투
  - 핵전쟁
- 바이러스의 범유행
- 강도

## 긴급소개
긴급소개는 전쟁, 화재 등에 주민들을 긴급히 대피시키는 명령이다. 소개령은 전쟁, 화재, 홍수, 전염병, 지진, 쓰나미, 화산폭발, 방사능 사고, 테러, 핵전쟁 임박 등에 내려진다.

## 같이 보기
- 민방위
- 비상 관리